# Loyd Carrier

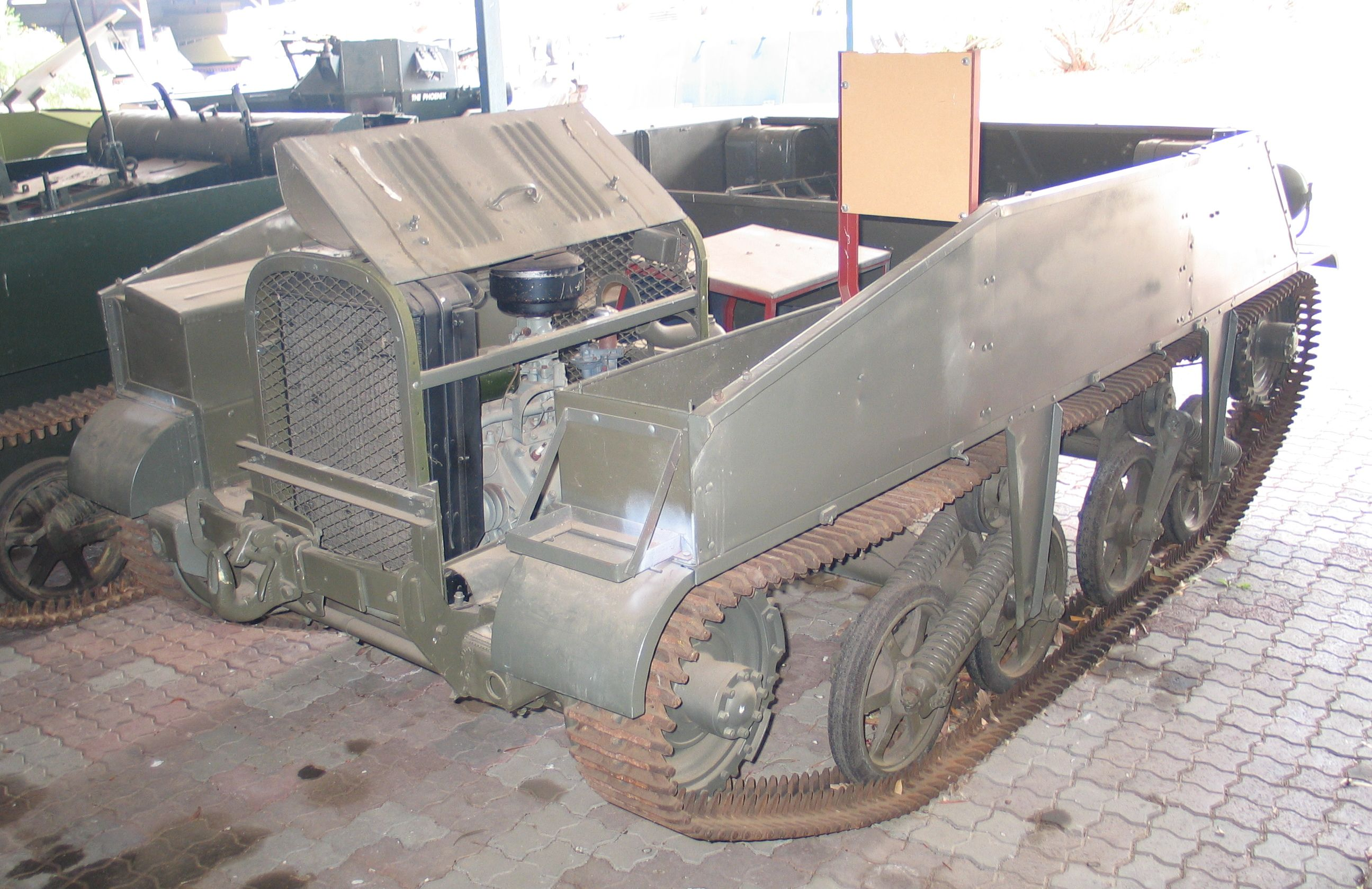

Loyd Carrier — британский артиллерийский тягач  и гусеничный бронетранспортёр времен Второй мировой войны.

## История
Незадолго до начала Второй мировой войны Вивиан Лойд, бывший соратник инж. Кардена (они вместе проектировали танкетку Carden-Loyd), ушел из концерна Vickers и представил британской армии собственную концепцию легкой, дешевой, многоцелевой гусеничной машины. Он получил одобрение своей идеи и соответствующий контракт. Построенный прототип был испытан в августе 1939 г. Он прошел их положительно и был принят на вооружение. Конструкция новой машины была направлена на максимальное снижение себестоимости и упрощение производства. В нем используется рама грузовика Ford грузоподъемностью 2 тонны вместе с двигателем, коробкой передач и задним мостом. Они были размещены в автомобиле задом наперед — двигатель сзади, а ведущий мост — спереди. Также использовались компоненты ходовой части (подвеска, опорные катки, гусеницы) от бронетранспортера Universal Carrier .
Корпус машины устанавливался на раму и был сделан из секций, обшитый тонкими (до 6 мм) металлическими листами. Серийное производство началось в феврале 1940 года на заводе Vivian Loyd & Co, а лицензионное производство — у нескольких других компаний, прежде всего у Ford и Wolseley.

## Варианты
- Tracked Personnel Carrier (TPC) — транспортер для перевозки людей и грузов. Нет специального оборудования. Было выпущено более 1500 автомобилей.
- Carrier Tracked Towing (CTT) - артиллерийский тягач для буксировки 40-мм (2-фунтовых), а затем и 57-мм (6-фунтовых) противотанковых орудий и перевозки экипажа. Оснащен специальным тягово-сцепным устройством. Также был построен вариант, приспособленный для установки 101,6-мм миномета, а также варианты для командиров отделений. Это была самая многочисленная разновидность — было построено более 15 000 автомобилей.
- Carrier Tracked Cable Layer Mechanical (CTCLM) — механический телефонный кабельный укладчик. Было построено около 300 автомобилей.
- Carrier Tracked Starting and Charging (CTSC) — машина технической поддержки бронетанковых частей. Было построено около 2000 автомобилей.

Кроме того, транспортеры Loyd могли быть разных разновидностей в зависимости от используемого двигателя, тормозов и т. д.:
- №1 - с британским двигателем Ford UK-79E-6004 мощностью 85 л.с.
- №2 - с американским двигателем Ford EGAE или EGAEA.
- Mk I — с тормозами системы Bendix.
- Mk II — с тормозами Girling.

## Использование
Новые машины поступили на вооружение войск во второй половине 1940 -х годов . Первоначально в войска, дислоцированные в Великобритании, а затем и на других театрах военных действий. Первоначальная конструкция машины не предусматривала никакой защиты экипажа и их применение изначально ограничивалось зонами вне досягаемости огня противника. Затем был изготовлен комплект броневых листов толщиной 7 мм, которые были установлены на переднюю и боковые части машины.
Loyd Carriers также находились на вооружении польских вооруженных сил на Западе . Это были машины CTSC в бронетанковых полках, а также машины CTT в подразделениях поддержки пехоты.
После войны транспортеры Loyd использовались многими западными армиями. Они эксплуатировались там до 1960-х годов.